# Sphenomorphus cranei
Sphenomorphus cranei е вид влечуго от семейство Сцинкови (Scincidae). Видът не е застрашен от изчезване.

## Разпространение
Разпространен е в Папуа Нова Гвинея и Соломонови острови.

## Описание
Популацията на вида е стабилна.